# Carmine Nigro
Carmine Nigro (2 de gener de 1910 - 16 d'agost de 2001) va ser el primer professor d'escacs de l'antic campió del món Bobby Fischer, de 1951 a 1956.

## Biografia
"El Sr. Nigro possiblement no era el millor escaquista del món, però era un molt bon professor". – Bobby Fischer
Nigro era un expert en escacs nord-americà de força quasi de mestre i instructor d'escacs. Nigro va ser president del Brooklyn Chess Club. Allà hi va conèixer Bobby Fischer i el 1951 va esdevenir el seu primer professor d'escacs. Nigro (de ràting 2028) va acollir a casa seva el primer torneig d'escacs en què Fischer participà el 1952.
Nigro va presentar Fischer al futur Gran Mestre William Lombardy, i, a partir del setembre de 1954, Lombardy va començar a entrenar Fischer en privat.
El 1956, Nigro es va traslladar a Florida i es va convertir en instructor de golf professional. No va deixar d'ensenyar escacs, però, i el 1996 va ensenyar escacs a l'Acadèmia Jueva Meyer. El 1999, Nigro es va traslladar a Peachtree City, Geòrgia, per estar a prop del seu fill Bill Nigro. Va morir l'any 2001, als 91 anys.

## En pel·lícula
A la pel·lícula biogràfica nord-americana del 2014 Pawn Sacrifice, Carmine Nigro va ser interpretat per Conrad Pla.